# Katt Williams
Micah Sierra "Katt" Williams (nascido em 2 de setembro de 1973) é um comediante, rapper, dublador e ator norte-americano. Ele interpretou Money Mike em Friday After Next, teve uma participação em Wild 'n Out, interpretou Bobby Shaw em My Wife and Kids, fez a voz de A Pimp Named Slickback em The Boondocks, Seamus em Cats & Dogs: The Revenge of Kitty Galore, e interpretou Lord Have Mercy em Norbit.
Em 2008, ele expressou si mesmo no videogame Grand Theft Auto IV.
Em 2018, ganhou o Emmy do Primetime de melhor ator convidado em série de comédia, por seu papel em Atlanta.

## Filmografia
- Friday After Next (2002)
- Choices 2 (vídeo) (2004)
- Treasure n tha Hood (2005)
- Ganked (vídeo) (2005)
- Rebound (2005) (aparição)
- The Boondocks (2005-presente)
- My Wife and Kids (série de TV) (2005)
- Repos (2006)
- Katt Williams: The Pimp Chronicles Pt. 1 (2006)
- Epic Movie (2007) (voz)
- Norbit (2007)
- Katt Williams: American Hustle The Movie (aka Katt Williams: The Pimp Chronicles Pt. 2) (2007)
- The Perfect Holiday (2007)
- First Sunday (2008)
- Grand Theft Auto IV (jogo eletrônico) (2008)
- It's Pimpin' Pimpin' (2008)
- Lonely Street (2008)
- Internet Dating (2008)
- Step Up 3D (2010)
- Scary Movie 5 (2013)
- Atlanta (2018)
- Black-ish (2019)

## Discografia
- The Pimp Chronicles, Pt. 1 (2006)
- It's Pimpin' Pimpin' (2009)
- Pimpadelic (2012)
- Kattpacalypse (2012)
- Live (2012)

## Prêmios e indicações
Em 2007, Williams foi indicado para o Teen Choice Awards Choice Comedian Award. 
Em 2018, Williams foi nomeado para o Creative Arts Emmy Awards de Melhor Ator Convidado de Comédia. Ele ganhou o Emmy de Melhor Ator Convidado em Série de Comédia por sua participação no programa Atlanta. 
| Ano  | Papel   | Categoria                                          | Prêmio                    | Resultado | Ref.  |
| ---- | ------- | -------------------------------------------------- | ------------------------- | --------- | ----- |
| 2007 | —       | Choice Comedian                                    | Teen Choice Awards        | Indicado  | [ 3 ] |
| 2018 | Atlanta | Ator convidado de destaque em uma série de comédia | Prémios Emmy do Primetime | Venceu    | [ 4 ] |